# Synaxis mosesiani
Synaxis mosesiani är en fjärilsart som beskrevs av Frank P. Sala 1971. Synaxis mosesiani ingår i släktet Synaxis och familjen mätare. Inga underarter finns listade i Catalogue of Life.